# تسیمگودا
تسیمگودا (به لاتین: Tsimguda) یک منطقهٔ مسکونی در روسیه است که در داغستان واقع شده‌است.